# Arthur Jensen
 For alternative betydninger, se Arthur Jensen (flertydig). (Se også artikler, som begynder med Arthur Jensen)
Arthur Jensen (født 9. november 1897 i Holmens sogn, København, død 28. november 1981 i Gentofte) var en dansk skuespiller og blev især kendt for tv-serierne Matador og Huset på Christianshavn, hvor han i førstnævnte spillede rollen som den snobbede hr. Schwann, og i sidstnævnte den nervøse og godtroende vicevært Meyer.
Mens Meyer-figuren med moderbindingerne i 1970'erne blev folkeeje, var denne karakteristik ikke ny for Arthur Jensen. Årtier forinden havde revyernes tekstforfattere været inspireret af hans fremtoning og væsen og ladet ham fremstille lignende karakteristikker i roller og sange. Ikke altid til anmeldernes tilfredshed. I anmeldelsen af Cirkusrevyen 1946 ("Revy i det Grønne – Gensyn med Cirkusrevyen paa Dyrehavsbakken", 30/5-1946) skrev Hr. Bert i Politiken, bl.a. om sangen, Jeg vil ha' mor med:
[...] Viser med Fynd og Klem. Cirkusrevyens store Publikum sætter Pris paa dem. Ogsaa paa den lille, forsagte Mand, som Arthur Jensen atter fremstiller, pudsigt, men der maa bremses lidt, ellers kommer man over i det usmagelige. [...]
I Cirkusrevyen 1953 tog Arthur Jensen dog atter kegler med Meyer-karakteristikken i sangen, Det må jeg ikke for moar, som han i forlængelse med successen som Meyer indspillede på singleplade (Odeon,1973).
Arthur Jensens far var værtshusejer i København, mens hans mor gik hjemme. Han giftede sig aldrig, men boede hele sit voksne liv alene i Viktoriagade på Vesterbro.
Arthur Jensen gennemgik Det kongelige Teaters elevskole med teaterdebut i 1923 i stykket "Den ny barselstue". Han har spillet mange roller på både Det Kongelige Teater, Det ny Teater, samt været med i Cirkusrevyen, Helsingørrevyen og gæstet de mange danske provinsteatre. Han har også arbejdet som revyskuespiller hos Stig Lommer og herigennem turneret i det meste af Danmarks provins.
Arthur Jensen ligger begravet på Vestre Kirkegård i København.

## Filmografi
- Tretten år – 1932
- Han, hun og Hamlet – 1932
- Københavnere – 1933
- 5 raske piger – 1933
- København, Kalundborg og - ? – 1934
- Barken Margrethe af Danmark – 1934
- Ud i den kolde sne – 1934
- Bag Københavns kulisser – 1935
- Kidnapped – 1935
- Week-End – 1935
- Snushanerne – 1936
- Panserbasse – 1936
- Giftes-nej tak – 1936
- Mille, Marie og mig – 1937
- Inkognito – 1937
- Flådens blå matroser – 1937
- Under byens tage – 1938
- Familien Olsen – 1940
- Stop Tyven (film) 1945
- Kriminalsagen Tove Andersen – 1953
- Min søn Peter – 1953
- Den gamle mølle på Mols – 1953
- Et eventyr om tre – 1954
- Vores lille by – 1954
- I kongens klær – 1954
- Kristiane af Marstal – 1956
- Den kloge mand (1956) – 1956
- Paw – 1959
- Een blandt mange – 1961
- To skøre ho'der – 1961
- Det tossede paradis – 1962
- Venus fra Vestø – 1962
- Bussen – 1963
- Pigen og pressefotografen – 1963
- Vi har det jo dejligt – 1963
- Don Olsen kommer til byen – 1964
- Fem mand og Rosa – 1964
- Mord for åbent tæppe – 1964
- Natteherberget – 1964
- Jensen længe leve – 1965
- Slå først, Frede – 1965
- Een pige og 39 sømænd – 1965
- Dyden går amok – 1966
- Flagermusen (film) – 1966
- Gys og gæve tanter – 1966
- Soyas tagsten – 1966
- Utro – 1966
- Smukke Arne og Rosa – 1967
- Nyhavns glade gutter – 1967
- Mig og min lillebror – 1967
- Stormvarsel – 1968
- Olsen Banden (film) – 1968
- Den røde rubin – 1969
- Damernes ven – 1969
- Ta' lidt solskin – 1969
- Mazurka på sengekanten – 1970
- Ballade på Christianshavn – 1971
- Tandlæge på sengekanten – 1971
- Manden på Svanegården – 1972
- Motorvej på sengekanten – 1972
- Olsen-bandens store kup – 1972
- Livsens Ondskab – 1972
- Fætrene på Torndal – 1973
- Romantik på sengekanten – 1973
- Olsen-banden går amok – 1973
- Nøddebo Præstegård (1974) – 1974
- Sønnen fra Vingården – 1975
- Der må være en sengekant – 1975
- I Tvillingernes tegn – 1975
- Affæren i Mølleby – 1976
- Sømænd på sengekanten – 1976
- Hopla på sengekanten – 1976
- I Løvens tegn – 1976
- Et isoleret tilfælde - 1976
- Olsen-banden deruda' – 1977
- Familien Gyldenkål vinder valget – 1977
- Agent 69 Jensen i Skorpionens tegn – 1977
- Hærværk (film) – 1977
- Piger til søs – 1977
- Fængslende feriedage – 1978
- Agent 69 Jensen i Skyttens tegn – 1978
- Olsen-banden overgiver sig aldrig – 1979
- Lille Virgil og Orla Frøsnapper - 1980
- Jeppe på Bjerget – 1981